# 石原良純
石原 良純（いしはら よしずみ、1962年〈昭和37年〉1月15日 - ）は、日本の俳優、気象予報士、タレント。本名同じ。愛称は「まゆ毛」「よっちゃん」「ずみさん」「ニンデマン」など。石原裕次郎が社長を務めていた石原プロモーション所属を経て、現在は湘南ブラザース所属。

## 来歴
1962年1月15日、石原慎太郎の次男として誕生し神奈川県逗子市で育つ。父の石原慎太郎は芥川賞作家でありかつ政治家で有名人で、叔父の石原裕次郎も映画の大スターという環境で育つことになった。良純が育った家庭の独特の雰囲気、家庭内の父親の素顔、家族間の力関係、親族としての石原裕次郎など（たとえば、父・慎太郎の家庭内での威張りぶりや、献身的な母の存在や、良純と兄弟たちの家庭内での扱われ方、甥の立場から見た映画スター裕次郎の素顔など）については、良純による著書『石原家の人びと』（新潮社、2001年）で語られている。なお兄の石原伸晃や弟の石原宏高も、後に父同様に政治家となる（詳細は#家族・親族の節で説明）。
聖マリア幼稚園、慶應義塾幼稚舎、慶應義塾普通部（サッカー部所属）、慶應義塾高等学校（合気道部所属）で学び、慶應義塾大学経済学部経済学科に進学し、同大学を卒業。大学では親しい先輩に誘われ、村井俊雄の金融論のゼミに入っていた。
大学在学中の1982年、叔父の石原裕次郎が入院していたのを見舞ったことがきっかけで、映画関係者から役者デビューの誘いを受ける。同年、石原プロモーションに入社し、映画『凶弾』で、新人ながら主役に抜擢されデビュー。本作で日本アカデミー賞新人俳優賞を受賞。以降、『西部警察 PART-III』や『太陽にほえろ!』などに出演。1989年に石原プロを退社した後、かつて父・慎太郎の担当編集者だった広告プロデューサー「三原栄子」と出会い、三原の個人事務所「クリエイティブ・エージェント三原事務所」に入社。1992年6月、クリエイティブ・エージェント三原事務所からマネージメント部門を分離した新会社「株式会社湘南ブラザーズ」に移籍。
1997年、森田正光にすすめられて気象予報士を志し、気象予報士試験に合格。同年、「★☆北区つかこうへい劇団」に、俳優を目指す一般の若者たちと一緒に入団した。以降はタレント・役者として活動する一方、FNNスーパーニュースで10年以上にわたり関東ローカルの天気コーナーを担当するなど、お天気キャスターとしても人気を博した。オリコンが行っている「好きなお天気キャスター、気象予報士」というアンケートでは、2004年から総合部門・男性部門で1位を3年連続で獲得した。
2002年9月に皮膚科医と結婚して、一男一女をもうけている。
伊豆七島の神津島をPRする島じまん親善大使、なると大使、カニカマ大使、細工かまぼこ大使、笹かま大使、ちくわ大使、はんぺん大使、きりたんぽ大使、さきイカ大使、蕨大使、駒込大使、アペリティフの日親善大使を務める。
また、2018年（平成30年）10月12日より地元逗子市の逗子市広報大使を務めている。

## 人物
地図、ダム、城、灯台、山脈、鉄道が好きで、栗が苦手。
兄の石原伸晃は「良純がうちの家系で一番IQが高い。だから何を考えているのか想像がつかない」と評している。各方面からは石原4兄弟の中では、良純が政治家に一番向いていると評されているが、本人は政治家になる意思は無いと断言している。
感情がかなり豊かで、短気で、人の不幸を大笑いする癖がある。本人曰く「怒っているのではなく、主張する時は誰でも声が大きくなる」「人が不幸な目に遭ってる時には誰かが笑ってあげないと可哀想じゃん」と主張している。怒っているような時に「じゃあそういうことはやめた方がいい」と正論を言われると子供のようにムキになるが、結局論破されて涙目になることもある。当然本当に笑えない程の不幸な時には笑わないが、代わりに低いトーンで冷静に分析し、自分の意見を明確に伝える。本人曰く「こういう話し方の時は本気で怒っている」という。
逗子市内の洋菓子店・珠屋のファンを称する。
1997年に気象予報士の資格を取得した。

## 家族・親族
父の石原慎太郎（1932-2022）は大学在籍中の1956年に『太陽の季節』で第34回芥川賞を受賞し作家デビューし人気作家となり、当時の若者に「太陽族」という大きなムーブメントも引き起こし、戯曲も書き劇団を率いて日比谷の日生劇場で演劇作品も上演していた人物で、なおかつ政治信条も持ち政治家ともなり参議院議員や衆議院議員となり環境庁長官や運輸大臣の責も担い、さらに東京都知事の職を4期（第14 - 17代）に渡り務めた人物で、にもかかわらず当人は政治家というよりむしろ作家としての自覚を持ち続け、生涯に渡り執筆活動を続けた人物で、強烈な個性の持ち主。
兄の石原伸晃は、政治家となり元衆議院議員で行政改革担当大臣兼規制改革担当大臣・国土交通大臣・自民党幹事長・環境大臣・経済再生担当大臣兼内閣府特命担当大臣（経済財政政策）などを務めた。上の弟の石原宏高も政治家となり、衆議院議員で元外務大臣政務官。末弟の石原延啓は画家となった（なお父・慎太郎は、世間では作家や政治家の面ばかりに注目が集まり他の面が忘れられているが、実は絵の才能もあり、慎太郎は自分で描いたイラストやデッサンを集めた画集を出版したこともある。延啓は父・慎太郎の美術面での才能を引き継ぎ、発展させる役となった）。
叔父（父・慎太郎の弟）の石原裕次郎は映画の大スターであり歌手でもあり、石原プロモーション（石原軍団）の創立者・社長ともなり映画『太平洋ひとりぼっち』を製作しなおかつ主役も演じ芸術祭賞を授与され、三船敏郎を口説き映画『黒部の太陽』を製作し大ヒットさせ、またテレビドラマ『太陽にほえろ!』でも、俳優たちや製作スタッフらを率いるだけでなく "警視庁七曲警察署捜査第一課" の藤堂係長（ボス）も演じ同ドラマをヒットさせ、14年も続くテレビドラマ（1972年から1986年まで放送）にした人物。義叔母（石原裕次郎夫人）は石原まき子（元女優、北原三枝）。兄・石原伸晃の夫人（義姉）は女優・タレントの田中理佐（現在の本名は石原里紗）。
遠戚
「新幹線の父」と言われた十河信二（第4代日本国有鉄道総裁）、物理学者の小柴昌俊（ノーベル物理学賞受賞者）、斎藤友佳理（バレリーナ）が遠戚にいる。
小泉純一郎（第87代内閣総理大臣）とその息子の小泉孝太郎（俳優）・小泉進次郎（政治家）兄弟も遠戚にあたる。
系図
|            |            |            |            |            |            |  |  |          |          |          |          |          |          |  |  |            |      |      |      |      |      |  |  | 里紗     |  |  |  |  |  |
|            |            |            |            |            |            |  |  | 石田光治 | 石田光治 | 石田光治 | 石田光治 | 石田光治 | 石田光治 |  |  | 典子       | 典子 | 典子 | 典子 | 典子 | 典子 |  |  |          |  |  |  |  |  |
|            |            |            |            |            |            |  |  | 石田光治 | 石田光治 | 石田光治 | 石田光治 | 石田光治 | 石田光治 |  |  | 典子       | 典子 | 典子 | 典子 | 典子 | 典子 |  |  |          |  |  |  |  |  |
|            |            |            |            |            |            |  |  |          |          |          |          |          |          |  |  |            |      |      |      |      |      |  |  | 石原伸晃 |  |  |  |  |  |
|            |            |            |            |            |            |  |  |          |          |          |          |          |          |  |  |            |      |      |      |      |      |  |  |          |  |  |  |  |  |
|            |            |            |            |            |            |  |  |          |          |          |          |          |          |  |  |            |      |      |      |      |      |  |  | 石原良純 |  |  |  |  |  |
|            |            |            |            |            |            |  |  |          |          |          |          |          |          |  |  |            |      |      |      |      |      |  |  |          |  |  |  |  |  |
|            |            |            |            |            |            |  |  |          |          |          |          |          |          |  |  |            |      |      |      |      |      |  |  | 石原宏高 |  |  |  |  |  |
|            |            |            |            |            |            |  |  |          |          |          |          |          |          |  |  |            |      |      |      |      |      |  |  |          |  |  |  |  |  |
|            |            |            |            |            |            |  |  |          |          |          |          |          |          |  |  |            |      |      |      |      |      |  |  | 石原延啓 |  |  |  |  |  |
|            |            |            |            |            |            |  |  |          |          |          |          |          |          |  |  |            |      |      |      |      |      |  |  |          |  |  |  |  |  |
|            |            |            |            |            |            |  |  |          |          |          |          |          |          |  |  | 石原慎太郎 |      |      |      |      |      |  |  |          |  |  |  |  |  |
|            |            |            |            |            |            |  |  |          |          |          |          |          |          |  |  |            |      |      |      |      |      |  |  |          |  |  |  |  |  |
| 石原信直   | 石原信直   | 石原信直   | 石原信直   | 石原信直   | 石原信直   |  |  | 石原潔   | 石原潔   | 石原潔   | 石原潔   | 石原潔   | 石原潔   |  |  |            |      |      |      |      |      |  |  |          |  |  |  |  |  |
| 石原信直   | 石原信直   | 石原信直   | 石原信直   | 石原信直   | 石原信直   |  |  | 石原潔   | 石原潔   | 石原潔   | 石原潔   | 石原潔   | 石原潔   |  |  |            |      |      |      |      |      |  |  |          |  |  |  |  |  |
|            |            |            |            |            |            |  |  |          |          |          |          |          |          |  |  |            |      |      |      |      |      |  |  |          |  |  |  |  |  |
|            |            |            |            |            |            |  |  |          |          |          |          |          |          |  |  |            |      |      |      |      |      |  |  |          |  |  |  |  |  |
| 加藤三之助 | 加藤三之助 | 加藤三之助 | 加藤三之助 | 加藤三之助 | 加藤三之助 |  |  | 光子     | 光子     | 光子     | 光子     | 光子     | 光子     |  |  |            |      |      |      |      |      |  |  |          |  |  |  |  |  |
| 加藤三之助 | 加藤三之助 | 加藤三之助 | 加藤三之助 | 加藤三之助 | 加藤三之助 |  |  | 光子     | 光子     | 光子     | 光子     | 光子     | 光子     |  |  |            |      |      |      |      |      |  |  |          |  |  |  |  |  |
|            |            |            |            |            |            |  |  |          |          |          |          |          |          |  |  | 石原裕次郎 |      |      |      |      |      |  |  |          |  |  |  |  |  |
|            |            |            |            |            |            |  |  |          |          |          |          |          |          |  |  |            |      |      |      |      |      |  |  |          |  |  |  |  |  |
|            |            |            |            |            |            |  |  |          |          |          |          |          |          |  |  |            |      |      |      |      |      |  |  |          |  |  |  |  |  |
|            |            |            |            |            |            |  |  |          |          |          |          |          |          |  |  | まき子     |      |      |      |      |      |  |  |          |  |  |  |  |  |

## 逸話
- 中井正広のブラックバラエティ（日本テレビ系列）にて当時父親が都知事だったが、その事をよくイジられていた。また、番組で父親と共演している浅草キッドに対して「うちの親父、ワガママでしょ?」と聞き、水道橋博士から「もぅね、あんなワガママな人見た事ないですよ」と言われ「それに関しては僕は何も言えない」と閉口していた。
- 2018年8月9日放送の櫻井・有吉 THE夜会（TBS系列）では、案内したゲストの中村倫也より先にそばを食べ始めたり、同じくゲストの木村文乃の購入した食器がスタジオに到着した際に（木村が海外で購入したが、店主が伝票を無くしてしまったため、番組が取材するまで本人に届いていなかった。）石原が手にしたマグカップが割れており、良純は「僕が割ったんじゃない」と必死に木村に訴えたものの、木村は仏頂面で首を振るなど、スタジオの一同に「石原が割った」と思われてしまい、「めっちゃ恨まれてんじゃん俺!」と嘆いていた。

## 出演番組・作品

### テレビ番組
報道・情報ワイドショー番組
| 期間          | 期間          | 番組名                                                           | 役職 |
| ------------- | ------------- | ---------------------------------------------------------------- | --- |
| 1996年4月6日  | 2021年3月27日 | あさパラ!（読売テレビ制作・関西ローカル）                        | 月1回ゲスト出演 |
| 1997年10月4日 | 2001年9月29日 | そっちこっち絶品勝負!!（中京テレビ制作・中京ローカル）           | レギュラー司会 |
| 2001年4月2日  | 2013年3月29日 | FNNスーパーニュース（フジテレビ制作）                            | 関東ローカル枠でのお天気キャスター ※三井良浩と交替で関東地方の気象情報を担当、地震や台風、国外のハリケーンなどが報道される場合は全国枠にも出演 |
| 2001年4月     | 現在          | アサデス。（九州朝日放送ほか・九州山口ローカル）                 | 月1回木曜日『アサデス。KBC』パートでのコメンテーター                                                                                           |
| 2008年9月30日 | 現在          | ごきげんライフスタイル よ〜いドン!（関西テレビ制作・関西ローカル | 毎週→隔週火曜日パネラー出演 |
| 2010年4月     | 2011年12月    | そうだったのか!池上彰の学べるニュース（テレビ朝日）              | ゲストコメンテーター |
| 2011年4月     | 2015年9月     | 情報満載ライブショー モーニングバード!（テレビ朝日）             | 月曜日コメンテーター |
| 2013年10月    | 2015年3月     | みんなの疑問 ニュースなぜ太郎（テレビ朝日）                      | メインキャスター |
| 2015年4月     | 2024年3月     | 週刊ニュースリーダー（テレビ朝日）                               | メインパーソナリティー |
| 2015年5月24日 | 2025年3月23日 | ワイドナショー（フジテレビ）                                     | 不定期出演 |
| 2015年10月    | 現在          | 羽鳥慎一モーニングショー（テレビ朝日）                           | 月曜日コメンテーター |
| 2016年4月     | 2022年9月     | データで解析!サンデージャーナル（テレビ愛知）                    | 東京代表パートでのレギュラー司会 |

バラエティ・クイズ関連・教養・特別番組・その他
- 中井正広のブラックバラエティ（日本テレビ） - 準レギュラー
- ウッチャンナンチャンの誰かがやらねば!（フジテレビ）
- ウッチャンナンチャンのやるならやらねば!（フジテレビ）
- 素顔がイイねっ!（日本テレビ） - 司会
- アッコのかるーく見てみたい（TBS、1989年10月13日 - 1990年9月14日） - 石原はバラエティー番組初出演。
- 魂のワンスプーン（TBS、2004年10月6日 - 2005年3月30日） - 支配人（MC）
- ドリーム・プレス社（TBS、2007年1月26日 - 2009年3月20日） - アルバイト
- クイズダービー（TBS、1982年7月3日）
- プチマリッジ（フジテレビ） - MC
- ザ・クイズマンショー（テレビ朝日）
- お茶の間の真実〜もしかして私だけ!?〜（テレビ東京） - 司会
- 今夜は最高!（日本テレビ）
- 素敵な宇宙船地球号（テレビ朝日） - ナビゲーター
- 趣味悠々・すぐに弾ける! たのしいウクレレ（NHK教育、2008年11月 - 2009年1月）
- ワンダー×ワンダー（NHK総合）
- ラボ☆マイスター（フジテレビ）  - MC
- 発見!わくわくMY TOWN（東海テレビ制作・中京ローカル）
- ハイビジョン特集 めざせ!駅弁日本一 (NHK BShi、2010年3月13日) - レポーター
- トリハダ（秘）スクープ映像100科ジテン（テレビ朝日、2011年4月 - 2014年3月） - 司会
- 料理の怪人（テレビ東京）
- 直伝 和の極意 古地図で巡る龍馬の旅（NHK教育、2010年4月 - 5月）
- お天気バラエティー 気象転結 〜雷編〜（NHK総合、2010年8月19日）
- 熱血!平成教育学院（フジテレビ）
- 森田一義アワー 笑っていいとも!（フジテレビ）
  - 月曜日（2003年4月 - 2011年3月）- 一時期は水曜日に出演
  - 笑っていいとも!増刊号
  - 笑っていいとも!特大号（毎年12月、主に水曜日）
- お天気バラエティー 気象転結 〜日本の夏編〜（NHK総合、2011年7月22日）
- 爆笑 大日本アカン警察（フジテレビ、2011年5月22日） - ジャッジゲスト
- ザ!鉄腕!DASH!!（日本テレビ、2012年9月16日）
- エネルギートーク 考えよう!地球の未来（青森放送、2011年2月21日 - 3月28日）
- ソモサン・セッパ!（フジテレビ、2012年10月 - 2014年3月） - ゲスト回答者
- 激論!コロシアム 〜これでいいのか?ニッポン〜（2013年8月 - 2015年9月、テレビ愛知） → 情報バラエティ 土曜コロシアム（2015年10月 - 2016年3月、テレビ愛知） - メインキャスター
- ぴったんこカン・カン（TBS） - パネラー
- 坂上&指原のつぶれない店 （TBS、2018年4月22日 - ）- スタジオゲスト（常連）
- ザワつく!一茂良純時々ちさ子の会 → ザワつく!金曜日（テレビ朝日、2018年10月11日 - ） - メインキャスト
- 中居正広の金曜日のスマイルたちへ（TBS）- パネラー
- ネプリーグ（2004年2月4日-2018年7月9日、12回出演、フジテレビ）
- 今夜はナゾトレ（フジテレビ）
- くりぃむクイズ ミラクル9（テレビ朝日）
- クイズプレゼンバラエティー Qさま!!（テレビ朝日）
- 一茂&良純の自由すぎるTV（2019年5月8日 - 9月4日、テレビ東京） - MC
- NHK高校講座 地理（NHK Eテレ、2018年4月13日 - 2019年3月15日） - 司会、所長役[17]

特番
現在
- 石原良純のすごいぜ!熊本城（2020年2月1日 - 、熊本朝日放送）- MC
- 高嶋ちさ子のザワつく!音楽会（2022年12月25日 - 、テレビ朝日）
- ザワつく!金曜出張所 良純と○○の会（2024年5月3日 - 、テレビ朝日）- MC
- クイズ!国民一斉調査（2024年7月9日 - 、日本テレビ）- チームリーダー
- 徹子&純次&良純の世界衝撃映像の会（2024年11月19日 - 、テレビ朝日）- MC

過去
- 笑っていいとも!特大号（2004年12月24日 - 2010年12月29日、フジテレビ）
- たけしの日本教育白書（2006年11月11日 - 2010年11月20日、フジテレビ）- パネラー
- 日曜ビッグスペシャル（テレビ東京）
  - B級グルメ☆スター誕生（2009年4月5日・2010年3月14日）- 司会
  - 石原良純が徹底解説! 異常気象SOS! どうなるニッポンの気候（2025年6月8日）- MC
- 昔の人はスゴかった!! 歴史おかげですグランプリ（2009年11月17日・2010年2月16日、テレビ東京） - ナビゲーター
- トリハダ（秘）スクープ映像100科ジテン（2010年3月25日 - 9月23日、テレビ朝日）- 司会
- マチャミ・良純のほろ酔い鉄道（BS日テレ、2011年6月12日）
- テレビ愛知開局30周年記念8時間30分スペシャル!（テレビ愛知、2013年9月21日） - MC
- 人気お天気キャスター大集合 異常気象の真実 （2015年4月7日 - 2019年8月30日、フジテレビ）- MC
- 最強No.1決定戦マジック王（キング）（2015年5月16日、テレビ朝日） - MC
- 石原良純&長嶋一茂の気まぐれ旅 ～にっぽんの名家ってすごいんです!〜（2018年2月15日、BS日テレ）
- ザワつく!一茂良純ちさ子の会（2018年5月26日 - 10月10日、テレビ朝日）
- 新!お茶の間の真実（2019年1月30日、テレビ東京）- 司会
- 地球派宣言25周年特別番組 石原良純が出会った広島里山おじさん〜わしゃー生き物が好きじゃ!じゃけん守りたいんよ（2019年2月23日、広島ホームテレビ） - MC
- 隣のトラブルモンスター（2019年3月5日・2020年1月29日、テレビ東京） - MC
- 防災特番 石原良純と学ぶみんなの防災教室〜あなたの避難の形は? 〜（2020年7月3日、広島ホームテレビ） - MC
- 駅総選挙（2022年5月2日・2024年11月4日、テレビ朝日）
- 石原良純の推しダム旅（2022年12月25日・2023年4月14日、BS朝日）
- 池上彰のどうなる!?リニア新幹線（2024年2月11日・2025年2月2日、静岡朝日テレビ）
- ゴールデンタッグ 何かが起きそうな2人をマッチング（2024年9月26日・2025年7月31日、読売テレビ）- マッチング芸能人
- Z世代の知らない! 昭和レジェンド図鑑（2024年10月26日、テレビ朝日）- MC
- 発見!イチ番古い店（2025年1月18日、フジテレビ）- チームリーダー
- 石原良純のニッポン飛んでみた（2025年5月3日・6月2日、テレビ朝日）- MC
- センビキ（2025年6月11日、中京テレビ）- チャレンジャー[18]
- THE航空パニック2025（2025年6月24日、フジテレビ）- MC
- 日本探求アカデミックバラエティ 火曜の良純孝太郎SP（2025年7月15日、テレビ朝日）- MC

### テレビドラマ
- 西部警察 PART-III（1983年 - 1984年、テレビ朝日） - 五代純（ジュン）
- 太陽にほえろ!（1984年 - 1986年、日本テレビ） - 水木悠（マイコン）
- 風雲!真田幸村 第22話「逆襲! 信州上田城の怪忍者」（1989年、テレビ東京） - 疾風の小太郎
- 名奉行 遠山の金さん 第2シリーズ 第20話「（秘）大奥の女殺人者」（1989年、テレビ朝日） - 直次
- 年末時代劇スペシャル（日本テレビ）
  - 奇兵隊（1989年） - 山県狂介
  - 勝海舟（1990年） - 福澤諭吉
- 12時間超ワイドドラマ（テレビ東京）
  - 大忠臣蔵（1989年） - 毛利小平太
  - 宮本武蔵（1990年） - 北条氏長
  - 織田信長（1994年） - 織田信行
- TBS大型時代劇スペシャル「源義経」（1990年1月1日、TBS） - 平知盛
- テニス少女夢伝説!愛と響子（1990年4月 - 9月、フジテレビ） - 鬼頭
- 山村美紗サスペンス「死を呼ぶ醍醐の桜狩り」（1990年4月30日、関西テレビ）
- 火曜サスペンス劇場「真夜中に微笑む女」（1990年5月1日、日本テレビ） - 屋敷刑事
- 世にも奇妙な物語（フジテレビ）
  - 「19XX」（1991年8月8日） - 中田順一
  - 「クイズ天国・クイズ地獄」（2009年3月30日） - 主演・諸沢守
- 大河ドラマ（NHK総合）
  - 太平記（1991年） - 脇屋義助
  - 義経（2005年） - 源範頼
  - 天地人（2009年） - 福島正則
  - 花燃ゆ（2015年） - 船津伝次平
- 火曜ミステリー劇場「花ふぶき女スリ三姉妹5」（1991年、テレビ朝日）
- また又・三匹が斬る! 第8話「寅の刻、お相手申す秘伝胡蝶流」（1991年、テレビ朝日） - 結城新左衛門
- 鬼平犯科帳 第3シリーズ 第9話「雨隠れの鶴吉」（1992年、フジテレビ） - 鶴吉
- 喧嘩屋右近 第8話「賞金稼ぎの裏の顔」（1992年、テレビ東京）
- 銭形平次 第2シリーズ 第12話「長者屋敷の秘密」（1992年、フジテレビ） - 小杉半之進 役
- 往診ドクター事件カルテ 最終話「再会の日は新たな愛の始まり」（1992年12月22日、テレビ朝日）
- 土曜ワイド劇場「京都妖怪地図5」（1993年5月15日、テレビ朝日） - 田原志郎
- 風の刑事・東京発! 第5話「完全犯罪の女!?記念写真の謎」（1995年、テレビ朝日） - 大高武志
- 松本清張原案・時代劇スペシャル 文吾捕物絵図 張り込み（1996年4月5日、テレビ東京）
- 水戸黄門 第24部 第27話（SP）「一陽来復 米沢の春 -米沢-」（1996年、TBS）  - 上杉勝千代
- 月曜ドラマスペシャル「ダンスパートナー連続殺人 社交ダンス界に渦まく欲望と嫉妬」（1996年8月19日、TBS）
- さむらい探偵事件簿 第5話「うまい話の落とし穴」（1996年、日本テレビ） - 松崎新之助
- 御家人斬九郎 第4シリーズ 第5話「罠には罠を」（1999年、フジテレビ） - 岡江清十郎
- 金曜エンタテイメント「スチュワーデス刑事2」（1998年、フジテレビ）
- モナリザの微笑（2000年、フジテレビ）
- ナースのお仕事3（2000年、フジテレビ） - 浜野雄一 
  - ナースのお仕事4（2002年、フジテレビ）
  - ナースのお仕事 再会編（2014年11月1日、フジテレビ）
- 明日を抱きしめて（2000年、読売テレビ）
- 教習所物語（2000年、TBS）
- 金田一少年の事件簿（2001年、日本テレビ） - 水崎航海士
- ルーキー!（2001年4月 - 6月、関西テレビ） - 芹沢芳文
- 傷だらけのラブソング（2001年、関西テレビ）
- 新・愛の嵐（2002年、東海テレビ）
- 女と愛とミステリー「鬼子母の末裔」（2003年9月10日、テレビ東京） - 八島刑事
- サラリーマン金太郎4（2004年、TBS）
- 弟（2004年11月、テレビ朝日） - 小林正彦
- 刑事部屋〜六本木おかしな捜査班〜（2005年7月 - 9月、テレビ朝日） - 田所守
- 女王の教室スペシャル エピソード1・2（2006年、日本テレビ）
- 赤い奇跡（2006年、TBS）
- トリプル・キッチン（2006年、TBS）
- どんど晴れ（2007年8月 - 9月、NHK総合・連続テレビ小説） - 秋山譲二
- 鞍馬天狗（2008年1月 - 3月、NHK総合） - 桂小五郎
- みゅうの足パパにあげる（2008年8月30日、日本テレビ） - 岩出太郎
- SCANDAL（2008年、TBS） - 新藤哲夫
- 金曜プレステージ「奥様は警視総監Ver.5」（2009年12月11日、フジテレビ） - 橘大吉
- さよなら、アルマ（2010年12月18日、NHK総合） - 山田勝利
- 水曜ミステリー9「鑑識特捜班・九条礼子〜骨を知る女〜シリーズ」（2012年、テレビ東京） - 韮沢晃一
- 恋愛検定 第4話（2012年6月24日、NHK BSP） - 新垣義久
- 天国の恋（2013年10月 - 12月、東海テレビ） - 長沢昌利
- 相棒（2018年、テレビ朝日） ‐ 広瀬篤
- 神奈川発地域ドラマ R134/湘南の約束（2018年6月27日、NHK BSP） - 漁師・繁男
- 裕さんの女房（2021年4月17日、NHK BSP） - 石原慎太郎 [19]
- ザ・モキュメンタリーズ 〜カメラがとらえた架空世界〜 第2話「（株）わたし」（2021年4月19日、WOWOWプライム） - 石原良純（本人役）[20][21]　※3月29日にWOWOWオンデマンドでも配信

### 映画
- 凶弾（1982年、松竹）  - 主演・荒木英夫 役
- セイリング 海にはばたく（1992年、全国映画センター） - 主演
- 夜逃げ屋本舗（1992年、東宝） - 田原信夫 役
- レッスン LESSON（1994年、電通） - 田代亮 役
- 菜の花配達便 （1996年、パル企画）- 阿部刑事 役
- 走れ!イチロー（2001年、東映） - 奥手川伊知郎 役
- 獅子の血脈（2001年、グルーヴコーポレーシュン）- 秋葉一家二代目総長 秋葉東吾 役
- ナースのお仕事 ザ・ムービー（2002年） - 浜野雄一 役
- スパイ・ゾルゲ（2003年、東宝） - 中島中尉 役
- かまち（2004年）
- あしたの私のつくり方（2007年、日活） - 杉谷正 役
- ゲゲゲの鬼太郎（2007年） - 見上げ入道（声）役
- 転々（2007年） - 愛玉子店の息子 役
- 青木ヶ原（2013年）

### オリジナルビデオ
- 狙撃3 THE SHOOTIST（1991年、東映ビデオ） - 江藤 役
- おんな犯科帳〜江戸拷問刑罰抄〜1,2（1995年、キングレコード）全2作 - 北町奉行所牢屋見廻り同心 塩谷小十郎  役
- 新 第三の極道VI マフィアの戦慄（1997年） - 藤堂組川越組若頭 江島 役

### 舞台
- 命燃えて（1998年10月）

### ラジオ
- タウンページpresents 石原良純のピーカン子育て日和!（ニッポン放送発全国34局ネット）

### CM
- 宝酒造: 「焼酎 純」
- 日本貨物鉄道（JR貨物）
- 佐川急便
- 東洋水産: 「マルちゃん焼きそば」シリーズ
- NTT-BJ: タウンページ「タウンページと良純さんが行く」
- 月桂冠: 清酒 月桂冠「つき」 (藤原紀香、宮崎哲弥と共演)
- ゼリア新薬: コンドロイチン
- 株式会社ポケモン ：『ポケモンカードゲーム』「CARD UNIVERSE」篇　(南沙良と共演)
- BitStar

### その他
- ゆずの体育館ツアー2002「ユズモラス」の繋ぎVTRに出演。
- あしたのハーモニー「第三号」に出演。

## 著書
- 『あそびに行こうよコール』（新潮社 ISBN 4103875011）
- 『石原家の人びと』（新潮社 ISBN 410387502X）
- 『石原良純のこんなに楽しい気象予報士』（小学館 ISBN 978-4094050011）